# Hansaplatz (Hamburg)

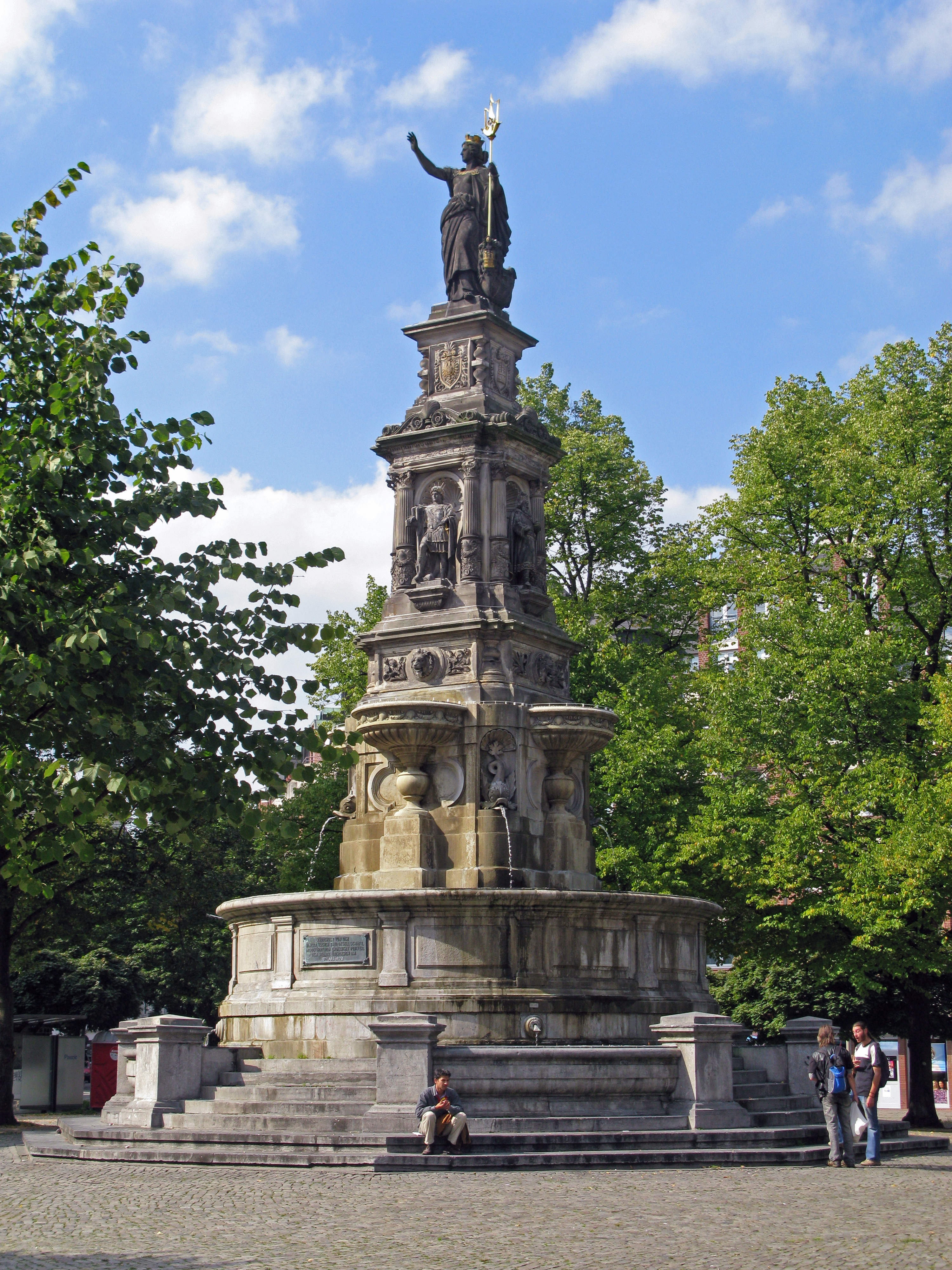
Hansa-Brunnen (2008)

Der Hansaplatz mit dem Hansabrunnen ist ein im Jahre 1878 neuangelegter öffentlicher Platz im Stadtteil St. Georg in der Nähe des Hamburger Hauptbahnhofes.

## Geschichte
Der Hansaplatz mit seinem 17 Meter hohen Brunnen und seinen Lindenbäumen ist ein zentraler Treffpunkt im Hamburger Stadtteil St. Georg. Seit dem 14. Jahrhundert befand sich auf dem Gebiet um den Hansaplatz – Borgesch genannt – der Gemeindeacker für Kühe und Schweine. Ab dem 18. Jahrhundert wurde das Gelände an Zimmerleute verpachtet, die es als Lager für Holz und Geräte nutzten und kleine Behausungen errichteten.
Bereits seit 1890 fuhr die Straßenbahnlinie Lübecker Tor – St. Pauli der Hamburg-Altonaer Pferdebahn-Gesellschaft (HAPf) über den Hansaplatz. Von 1927 bis 1943 war der Hansaplatz Endstation mehrerer Straßenbahnlinien (3, 10, 4rot, 22rot).
Die im Zweiten Weltkrieg zerstörte Bebauung der Ostseite wurde schon in den 1950er-Jahren ersetzt, während die Nordseite erst in den 1980er-Jahren neu errichtet wurde, so dass der Platz seitdem wieder von geschlossener Wohnbebauung umrahmt ist.
Noch bis Mitte der 1970er-Jahre war der Hansabrunnenplatz mit seinen im Kreis angelegten Linden im Inneren ein von Autos befahrener und beparkter Kreisverkehrsplatz. 1978 wurde dann der Hansaplatz für 675.000 DM neugestaltet, dabei die Parkmöglichkeiten rund um den Platz entfernt und der Kreisverkehr aufgehoben.
Seit den 1980er Jahren entwickelte sich der Platz zum Treffpunkt sozialer Randgruppen wie der Trinker-Szene und ist auch heute noch für Drogenhandel und Prostitution bekannt. Von Mitte 2007 bis 2009 wurde der Hansaplatz von mehreren Videokameras überwacht. Die Kameras verdrängten die Trinker-Szene in die umliegenden Straßen. Der Hansaplatz ist wie die Reeperbahn seit dem 12. Dezember 2007 ein Waffenverbotsgebiet. Verstöße gegen das Waffenverbot werden mit Geldbuße geahndet.
Seit 2019 sind auf dem Hansaplatz 16 biometrietaugliche Kameras installiert. Im Rahmen eines Pilotprojekts zur Verhaltenserkennung mittels KI wurde 2023 eine proprietäre Software des Fraunhofer IOSB getestet. Die Software soll unerwünschtes Verhalten und Straftaten erkennen, hat aber Probleme bei der Unterscheidung von Umarmungen und kriminalistisch bedeutsamen Handlungsabläufen. Das System identifizierte während der dreimonatigen Testphase eine gefährliche Körperverletzung; der Chaos Computer Club (CCC) berichtete von Fehlidentifikationen zu   Ungunsten Unbescholtener und demonstrierte Ende 2023 gegen die Videoüberwachung des Hansaplatzes.
Um dem Hansaplatz mehr Attraktivität zu verleihen, wurde dieser zwischen 2010 und 2011 unter dem damaligen Bezirksamtsleiter Markus Schreiber (SPD) erneut für 2,55 Millionen Euro aufgewertet.
Inzwischen haben sich neben Szene-Kneipen auch gehobenere Gastronomie-Betriebe angesiedelt, die für eine Vertretung unterschiedlicher Milieus auf dem Platz sorgen. Auch findet auf dem Platz wieder regelmäßig ein Flohmarkt statt. 

## Hansabrunnen
Der Bau des Hansabrunnens (ursprünglich Hansa-Brunnen geschrieben) wurde von der 1872 gegründeten Hanseatische Bau-Gesellschaft – deren Gesellschafter unter dem Aufsichtsratsvorsitzenden, Kaufmann und Politiker Edgar Daniel Roß, der Kaufmann und Hamburger Senator Gustav Godeffroy, der Immobilienmakler Wentzel und weiteren Kaufleuten waren – finanziert mit einer Bausumme von ca. 130.000 Mark. Diese Bau-Gesellschaft, errichtete auch das umliegende Wohngebiet. Verwirklicht wurde der Brunnen von dem Bildhauer Engelbert Peiffer. Eingeweiht wurde der Brunnen am 10. Juli 1878.
Der opulent ausgestattete Zierbrunnen war der erste von mehreren Brunnen dieser Art, die damals im Hamburger Stadtgebiet aufgestellt wurden: Ebenfalls von Peiffer gestaltet wurden der Meßberg-Brunnen (1878, heute auf dem Hopfenmarkt) sowie der Hygieia-Brunnen im Rathaus-Innenhof (1896, Joseph von Kramer) und der Stuhlmannbrunnen im benachbarten Altona (1900, Paul Türpe). Auch auf dem Alten Fischmarkt 1889/90 befand sich ein Brunnen von Pfeiffer mit dem Element des Standbildes von Karl dem Großen und den vier Wappenlöwen, das heute vor dem "Kleinen Michel" steht. 
Die vier Figuren, die am Hansabrunnen dargestellt sind, sind vier historische Persönlichkeiten, die – nach damaliger Lesart – die Geschichte Hamburgs und der Hanse beeinflusst haben sollen: Kaiser Konstantin der Große (Richtung Steindamm, als Förderer des Christentums im Allgemeinen), Karl der Große (Richtung Asklepios Klinik St. Georg, ihm wurde lange Zeit die Gründung der Stadt zugeschrieben), Erzbischof Ansgar (Richtung Hauptbahnhof, als „Gründer“ des Domes und der Altstadt) und Graf Adolf IV. von Schauenburg und Holstein (Richtung Alster, Eroberer Holsteins, Stifter des Marien-Magdalenen-Klosters an der Unteralster), darüber die Wappen der Hansestädte Lübeck, Hamburg, Bremen und des Deutschen Reiches. Ganz oben, als krönender Abschluss, ist die Hansa dargestellt, also keine Göttin, auch nicht – wie oft angenommen wird – Hamburgs Schutzpatronin Hammonia, sondern eine Allegorie auf die Stärke und Macht des ehemaligen Hansebundes.

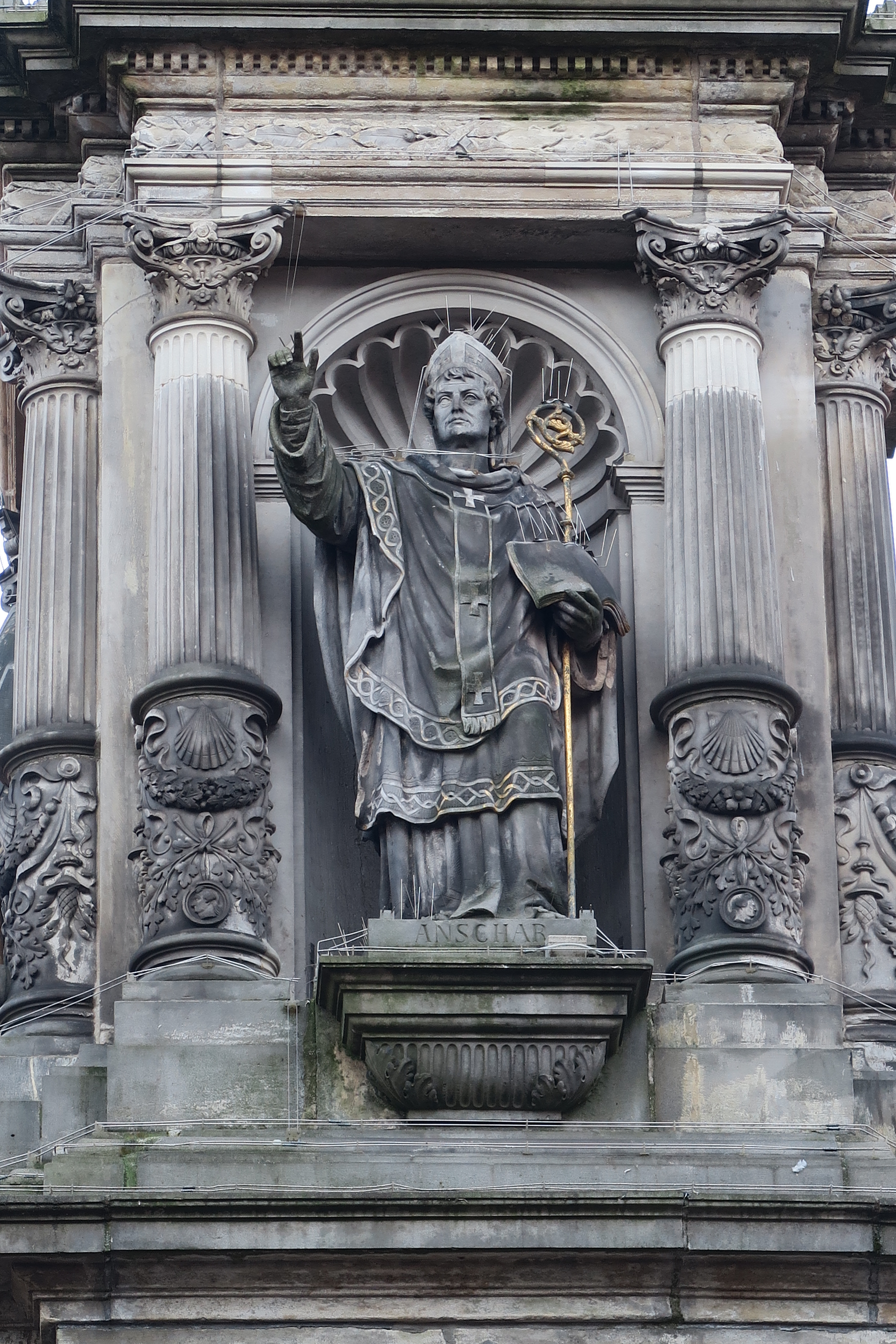
Ansgar
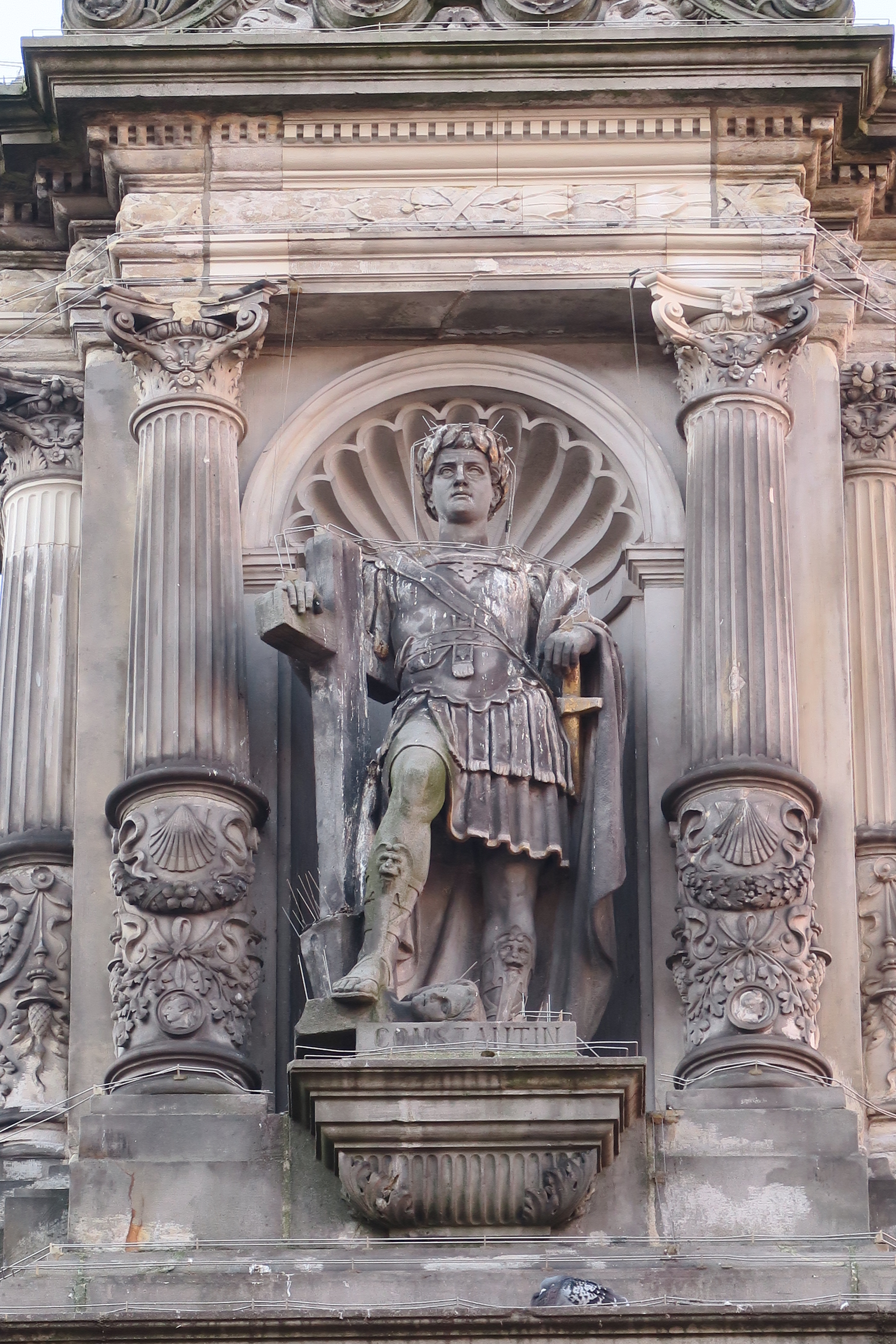
Konstantin der Große
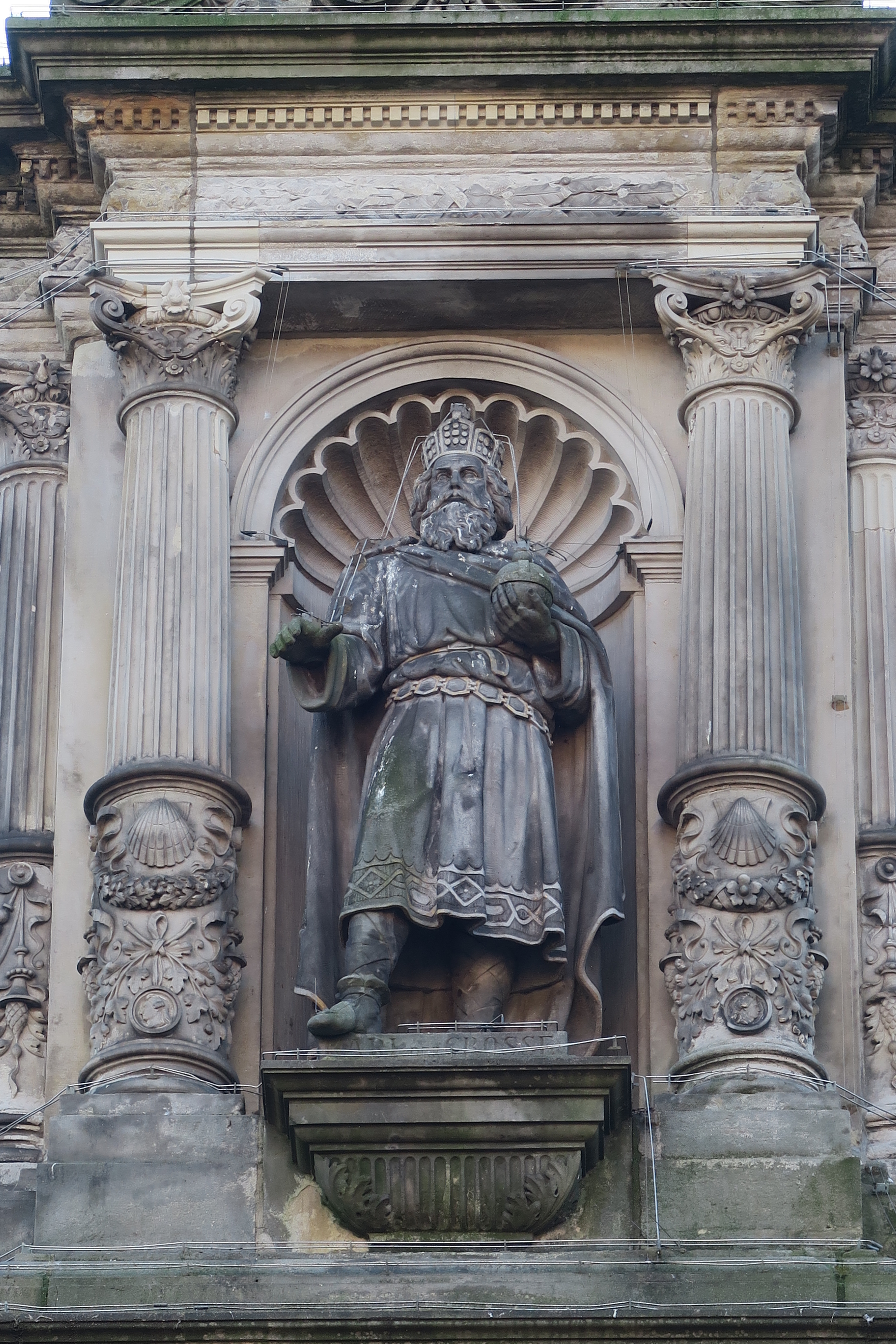
Karl der Große
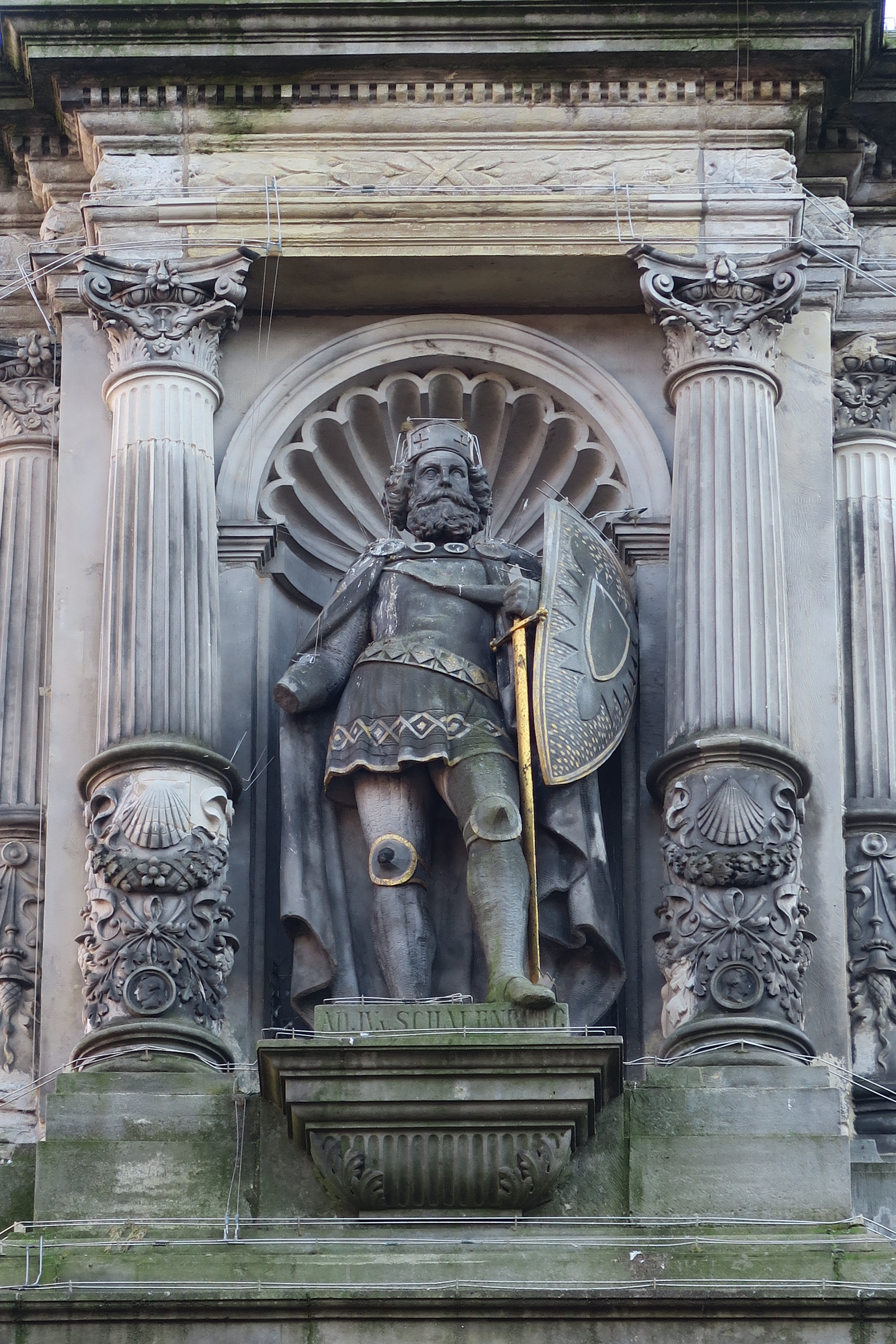
Adolf IV. von Schauenburg